# Пясечник (Хощенський повіт)
Пясечник (пол. Piasecznik) — село в Польщі, у гміні Хощно Хощенського повіту Західнопоморського воєводства.
Населення — 437 осіб (2011).
У 1975-1998 роках село належало до Гожовського воєводства.

## Демографія
Демографічна структура станом на 31 березня 2011 року:
|          | Загалом | Допрацездатний вік | Працездатний вік | Постпрацездатний вік |
| -------- | ------- | ------------------ | ---------------- | -------------------- |
| Чоловіки | 226     | 46                 | 160              | 20                   |
| Жінки    | 211     | 49                 | 122              | 40                   |
| Разом    | 437     | 95                 | 282              | 60                   |